# Доманин, Валентин Александрович
Валентин Александрович Доманин (9 августа 1927 года, хутор Ленина, Ленинградский район, Краснодарский край) — свинарь совхоза «Искра» Ленинградского района Краснодарского края. Герой Социалистического Труда (1966), награждён двумя орденами Ленина (1966, 1976), орденом Октябрьской Революции (1971), орденом Отечественной войны 2 степени (1985), медалью «За отвагу» и другими медалями. Заслуженный работник сельского хозяйства Кубани (1996).

## Биография
Родился Валентин Александрович в хуторе Ленина Краснодарского края 9 августа 1927 года, в крестьянской семье. Валентин Доманин окончил пять классов средней школы. Когда началась Великая Отечественная война ему было четырнадцать лет и Валентин Александрович пошёл работать, был водовозом, потом трактористом в станице Атамановской. В феврале 1943 года Валентин Доманин был призван на фронт, служил в 14-й стрелковой дивизии, был разведчиком. Был ранен под городом Дрезден. После выписке из медико-санитарного батальона Валентин Александрович вернулся в свою часть. Великую Победу встретил в Праге. Затем проходил службу в 3-м гвардейском полку, был пулемётчиком. В 1951 году Валентин Александрович был уволен в запас, вернулся на свою малую Родину. Работал на ферме в совхозе «Искра» Ленинградского района, был фуражиром, потом работал на тракторе подвозил корма, затем работал свиноводом. В 1954 году он работал в новом корпусе на 3800 свиней, ежедневно был привес животных по 520 граммов и более, при себестоимости центнера мяса 27 рублей. Как профессионалу своего дела к Валентину Александровичу приезжали делегации не только из разных областей Советского Союза, но из-за рубежа — Германии, Польши и Чехословакии, он делился своим передовым опытом.
За высокие результаты в развитие животноводства и проявленную трудовую доблесть в 1966 году Валентин Александрович Доманин был удостоен звания Героя Социалистического Труда с вручением ордена Ленина и золотой медали «Серп и Молот». В этом же году ему присвоили почётное звание «Заслуженный работник сельского хозяйства Кубани». Вторым орденом Ленина Валентин Александрович был награждён в 1976 году по итогам работы в девятой пятилетке.
Валентин Александрович Доманин является дважды участником Выставки достижений народного хозяйства, награждён медалью ВДНХ СССР.

## Награды
- Два ордена Ленина (1966, 1976);
- Медаль «Серп и Молот» (1966);
- Орден Октябрьской Революции (1971);
- Орден Отечественной войны 2-й степени (1985);
- Медаль «За отвагу»;
- Медаль «За освобождение Праги»,
- Медаль ВДНХ СССР;
- другие медали.

## Звания
- Герой Социалистического Труда (1966);
- Заслуженный работник сельского хозяйства Кубани (1996).